# Spilosoma sordidior
Spilosoma sordidior är en fjärilsart som beskrevs av Rothschild 1910. Spilosoma sordidior ingår i släktet Spilosoma och familjen björnspinnare. Inga underarter finns listade i Catalogue of Life.